# کلاسنگیان
کلاسنگیان، روستایی است از توابع بخش مرکزی شهرستان گرگان در استان گلستان ایران. 
مهم ترین شخص این روستا حمیدرضا کلاسنگیانی معروف است . که بازیکن و سرمربی اسبق شهرداری گرگان بوده است.
مکان مذهبی
امامزاده شاهزاده علی اکبر ع که کرامات بسیاری دارند.

## جمعیت
این روستا در دهستان روشن آباد قرار داشته و براساس سرشماری سال ۱۳۸۵جمعیت آن ۴۷۶ نفر (۱۲۹ خانوار) بوده‌است.